# Tenri, Nara
Tenri (天理市 Tenri-shi) là thành phố thuộc tỉnh Nara, Nhật Bản.